# 渡邉竜二
渡邉 竜二（わたなべ りゅうじ、1988年11月2日 - ）は大阪府南河内郡出身の陸上競技選手。専門は長距離走。洛南高校卒業後、トヨタ自動車九州に所属。

## 人物
- 京都府の洛南高校からトヨタ自動車九州に入社。現在チームの主将を務めている。
- かつて旭化成陸上部に所属し、北海道マラソンで2005年･2006年と連覇を果たした渡辺共則は12歳年の離れた兄であり、竜二が陸上を始めたきっかけとなった人物である。[1]
- ロードレースでの強さには定評があり、入社以来駅伝などで活躍している。2013年のグランツール九州では福岡県チームの主将として計3ステージ3区間に出走すると、その全てで区間賞を獲得し福岡県チームの優勝に貢献。この年で62回の歴史に幕を下ろした同駅伝史上最後のMVP賞獲得者となった。[2]
- 2014年のニューイヤー駅伝ではアンカー7区を担当。3位日清食品グループと秒差なし、4位トヨタ自動車と7秒差の2位でタスキを受け取ると、小野裕幸(日清)･熊本剛(トヨタ)とそれぞれ7区区間賞を獲得し、総合優勝のゴールテープを切った経験のある実力者2人を振り切って順位をキープ。優勝を果たしたコニカミノルタには届かなかったものの、トヨタ自動車九州の2年連続準優勝を決定づける走りで区間賞を獲得した。ちなみにこの区間は兄･共則が2007年に2秒差の区間2位で区間賞を逃した区間であった。[3]
- 2015年のニューイヤー駅伝では1区を担当。チームとして2年連続の準優勝からの初優勝を狙っていたが、区間23位と先頭から大きく出遅れ、1区から流れに乗り切れなかったチームは総合9位と5年ぶりに入賞を逃してしまった。

## 自己記録
- 1500m 公認:3分55秒55
- 5000m 公認:13分58秒69
- 10000m 公認：28分47秒37
- 10マイル公認:47分02秒
- ハーフマラソン公認：1時間02分58秒
- マラソン公認:2時間20分18秒